# Третьяковский сельсовет (Алтайский край)
Третьяковский сельсовет — муниципальное образование со статусом сельского поселения и административно-территориальное образование в Третьяковском районе Алтайского края России. Административный центр — станция Третьяково.

## Население
| 1997  | 1998  | 1999  | 2000  | 2001  | 2002  | 2003  | 2004  | 2005  | 2006  | 2007  | 2008  |
| ----- | ----- | ----- | ----- | ----- | ----- | ----- | ----- | ----- | ----- | ----- | ----- |
| 1688  | ↗1811 | ↘1762 | ↗1803 | ↘1768 | ↘1641 | ↗1763 | ↘1731 | ↘1051 | ↘1041 | ↘1037 | ↘1014 |
| 2009  | 2010  | 2011  | 2012  | 2013  | 2014  | 2015  | 2016  | 2017  | 2018  | 2018  | 2019  |
| ↗1016 | ↗2213 | ↘2204 | ↘2144 | ↘2089 | ↘1999 | ↘1929 | ↘1907 | ↘1884 | ↘1812 | →1812 | ↘1750 |
| 2020  | 2021  |       |       |       |       |       |       |       |       |       |       |
| ↘1698 | ↘1615 |       |       |       |       |       |       |       |       |       |       |

По результатам Всероссийской переписи населения 2010 года, численность населения муниципального образования составила 2213 человек, в том числе 1024 мужчины и 1189 женщин. Оценка Росстата на 1 января 2012 года — 2144 человека.

## Населённые пункты
В состав сельского поселения входит 4 населённых пункта:
- посёлок Крючки,
- село Михайловка,
- посёлок Первомайский,
- станция Третьяково.